# Al bell Danubi blau

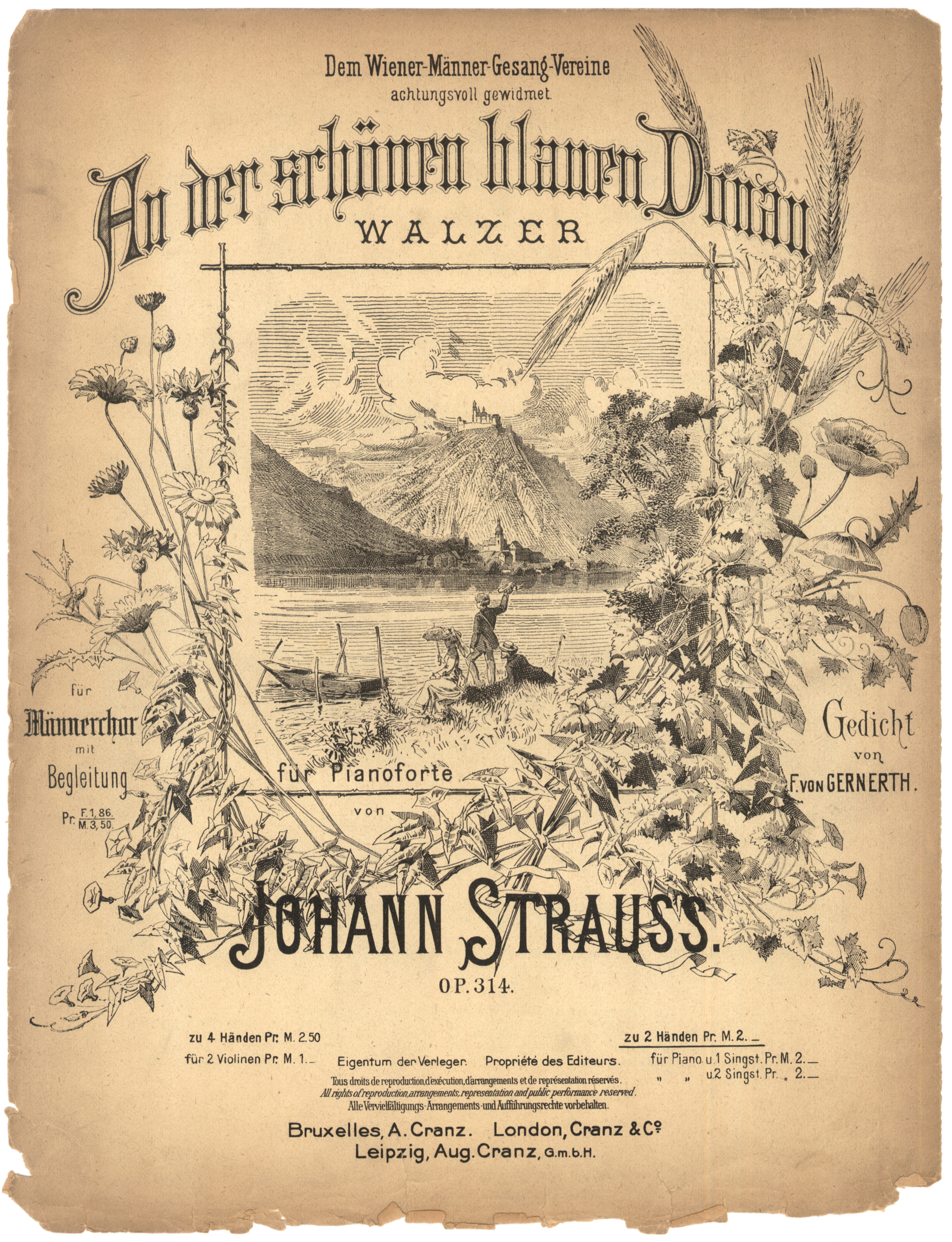
Portada de la partitura, 1867.

Al bell Danubi blau (en alemany: An der schönen blauen Donau), op 314, és un vals compost per Johann Strauss II el 1867.

## Història
El febrer del 1867 Johann von Herbeck, director del Männergesangverein de Viena, va demanar a Strauss que li escrivís un vals per al seu cor. Herbeck feia molt de temps que estava amoïnat amb el repertori del cor masculí, que segons ell era mediocre i gris, per això desitjava un vals coral 'viu i alegre' per als carnavals d'aquell any. La lletra va escriure-la el poeta fix de la societat oral.
Strauss va començar a treballar-hi, i va acabar l'encàrrec amb rapidesa, un encàrrec que va esdevenir l'obra més famosa i popular dels seus quatre-cents valsos.
En aquella època regnava a Viena una atmosfera derrotista a conseqüència de la derrota d'Àustria contra Prússia a la guerra de les Set Setmanes el 1866.
El comissari de policia Josef Weyl, qui va ser encarregat de la lletra del vals, va aprofitar l'oportunitat per manifestar els seus sentiments polítics. Als components del cor no va agradar-los la lletra, i van protestar sorollosament quan van haver d'assajar la cançó. Llur indignació també es dirigia contra la música. Tanmateix, Herbeck i el patró de les arts, Nikolas Dumba, a qui estava dedicat el vals, varen aconseguir calmar-los i no ofendre Strauss.
El 13 de febrer de 1867 va estrenar-se el vals a la Sala Diana amb la batuta de Rudolf Weinburm. L'orquestra creada pels germans Josef i Eduard Strauss va acompanyar el cor. En acabar, Strauss va comentar amb el seu germà Josef:
| « | Que el dimoni s'endugui aquest maleït vals. Només em sap greu per la coda, que vaig pensar que agradaria més. | » |

Però quan el mateix Strauss va dirigir personalment el vals (sense cor), a l'Exposició Universal de París, l'estiu d'aquell mateix any, l'èxit fou enorme, i ràpidament va començar a esdevenir popular.
De França va passar aviat a Anglaterra quan va ser convidat pel Príncep de Gal·les a dirigir-lo a sis concerts a la Royal Opera House.
Unes setmanes després va aparèixer pertot arreu un milió d'exemplars de la partitura impresa. Les planxes de coure que es feien servir aleshores per a la impressió musical només podien fer-se servir per a 10.000 exemplars, una quantitat excessiva per a les melodies més populars. Això no obstant, va caldre gravar cent planxes per a l'edició d'Al bell Danubi blau.
La lletra va traduir-se aviat al francès i a l'anglès amb diverses traduccions: la més famosa fou la traducció anglesa de Charles Dunn.
Avui dia, Al bell Danubi blau es considera una de les peces més populars de la música clàssica. Les connotacions sentimentals vieneses l'han fet convertir en el segon himne nacional austríac i és un dels bisos indiscutibles del Concert d'Any Nou de la Filharmònica de Viena. És molt tradicional també a l'Amèrica del Sud ballar aquest vals a les festes de casaments.

## Lletra
A l'esquerra el text original en alemany i a la dreta la traducció al català:
| An der schönen blauen Donau Donau so blau, so schön und blau, durch Tal und Au wogst ruhig du hin, dich grüßt unser Wien, dein silbernes Band knüpft Land an Land und fröhliche Herzen schlagen an deinem schönen Strand. Weit vom Schwarzwald her eilst du hin zum Meer, spendest Segen allerwegen, Ostwärts geht dein Lauf, nimmst viel Bruder auf: hell vom Morgen glanz, spiegelt sich in deiner Wellen Tanz. Die Nixen auf dem Grund, die geben's flüsternd kund, was alles du erschaut, seit dem über dir der Himmel blaut. Drum schon in alter Zeit ward dir manch Lied geweiht; und mit dem hellsten Klang preist immer auf's Neu dich unser Sang. Halt an deine Fluten bei Wien, es liebt dich ja so sehr! Du findest, wohin du magst zieh'n, ein zweites Wien nicht mehr! Hier quillt aus voller Brust der Zauber heit'rer Lust, und treuer, deutscher Sinn streut aus seine Saat von hier weithin. | Al bell Danubi blau Danubi tan blau, tan bell i blau, a través de la vall i el camp es desplaça encara cap avall, la nostra Viena et saluda, la seva cinta de plata, uneix totes les terres i l'alegria del cor colpeja la formosa riba. Lluny del Bosc Negre t'afanyes cap a la mar beneint-ho tot. Flueixes cap a l'est acollint molts germans. Imatge d'unitat de tots els temps! Antics castells et veuen des de dalt, i saluden des de lluny i les muntanyes escarpades que llueixen al matí, es reflecteixen en la dansa de les teves onades. Les sirenes al fons, xiuxiuegen el que escoltes, sota el cel blau. El soroll de quan passes és una cançó de fa molt de temps i els sons més brillants no sempre se'ls emporten. Mantingues les teves onades a Viena, que tant t'estima! Allà on vagis no trobaràs cap altre lloc com Viena! Aquí vessa dels seus pulmons la màgia de desigs feliços i fidel, estén el sentiment germànic sembrant-ho tot al pas de les aigües. |

## Curiositats
El grup català La Trinca va fer-ne una versió titulada El Danubi és blau fent una paròdia dels rius de Catalunya.